# Lešnica (Gostivar)
Lešnica (makedonsky: Лешница, albánsky: Leshnica) je vesnice v Severní Makedonii. Nachází se v opštině Gostivar v Položském regionu.

## Demografie
Podle sčítání lidu z roku 2021 žije ve vesnici 128 obyvatel. Etnické skupiny jsou:
- Makedonci – 88
- Albánci – 31
- ostatní – 9